# Юма Юма
Юма Юма (1972 г.р.), известная просто как Юма — российский психотерапевт туркменского происхождения и активистка за права ЛГБТ. В России она стала известна после того, как снялась в рекламе сети супермаркетов «ВкусВилл» вместе со своей лесбийской семьей.

## Биография
Юма стала активисткой за права ЛГБТ после того, как Федеральное собрание приняло закон о запрете гей-пропаганды среди несовершеннолетних в июне 2013 года. Она оказывает психологическую помощь ЛГБТ-сообществу из Чечни, по заявлениям её клиентов, российская полиция пытала их в 2017 и 2018 годах. Она также поддерживала ЛГБТ-фестивали и мероприятия в своей стране (в частности, «Бок о бок»).
30 июня 2021 года на сайте ВкусВилл была опубликована реклама «Рецепты счастливой семьи», в которой рассказывалось о семьях, покупающих продукты в сети супермаркетов. В рекламе была рассказана история ЛГБТ-семьи, вызвавшая в Рунете неоднозначную реакцию. Некоторые СМИ сообщили о первом в истории компании случае поддержки ЛГБТ-движения. Однако после распространения материала по ультраконсервативным Telegram-каналам в адрес «ВкусВилл», а также семей женщин из рекламы стали поступать угрозы, в том числе физической расправы. В результате общественного резонанса руководство компании удалило рекламу со своего сайта и социальных сетей и принесло извинения за свою ошибку. Из-за угроз насилием и заявлений о нарушении законодательства Юма, её партнёрша и дочери бежали из России в Испанию.
Из-за реакции на ситуацию магазин «Вкусвилл» был раскритикован, магазинам угрожали бойкотом.
В августе 2021 года Юма переехала в Барселону вместе со своей женой Женей, их дочерьми Алиной и Милой и партнёршей Алины Ксюшей.

## Награды и признание
В 2021 году Юма вошла в список 100 женщин года по версии Би-би-си.